# Chiesa della Beata Vergine Maria di Loreto (Bergamo)
La chiesa della Beata Vergine Maria di Loreto si trova nel quartiere Loreto in piazza Massimiliano Kolbe, 3 nella parte bassa della città di Bergamo e fa parte del complesso omonimo con la chiesa dedicata a Massimiliano Maria Kolbe. La chiesa è sede parrocchiale dal 1863.

## Storia
Sul territorio era presente già nel XV secolo una piccola chiesa intitolata a santa Maria Annunciata; è del 12 settembre 1620 la posa della prima pietra per una chiesa più grande inaugurata il 6 gennaio 1622 dal vescovo Giovanni Emo che regalò la statua della Madonna, statua che fu traslata dal convento di Santa Lucia.
La concessione a santuario di Loreto, amministrato dal conte Benaglio che convocava un consiglio eletto tra i fedeli della chiesa di Sant'Alessandro della Croce e di santa Grata, avvenne a seguito di una bolla papale di Urbano VIII del 3 aprile 1629. La confraternita della Beata Vergine di Loreto si radunava nella chiesa di San Bernardino, in via Pignolo.
Nel 1849 fu fatta richiesta di ampliamento su progetto di Vincenzo de Capitani, lavori che terminarono nel 1863. La chiesa riedificata fu intitolata alla Beata Vergine Immacolata. Il campanile eretto nel 1880 fu abbattuto da un fulmine del 1922 e ricostruito su disegno di Dante ed Elia Fornoni. 
Lavori di manutenzione furono eseguiti negli ultimi anni del XX secolo ad opera dell'architetto Carlo Dezza. Nel 1941 venne eretto l'altare del Crocefisso su disegno dell'ingegnere Carlo Galizzi, mentre gli sbalzi sulla custodia del battistero sono di Giuseppe Guerinoni.

## Descrizione
La chiesa che è preceduta da un lungo viale, ha la facciata rivolta a nord ed è divisa in tre sezioni da quattro lesene a forma di colonne a mezzo tondo con capitelli corinzi. 

Nella parte centrale, più larga, vi è il grande portale in marmo bianco di Zandobbio con un timpano triangolare. Nelle due parti laterali sono presenti le statue del Sacro Cuore e dell’Immacolata Concezione. Sulla trabeazione superiore si trova un cornicione piano, dove sono poste quattro statue. Sulla parte est della facciata si trova la cappella di Loreto, preceduta da un portico a tre navate con colonne in pietra di Sarnico.
L'interno della chiesa si presenta ad un'unica navata a pianta circolare con una cupola centrale da dove partono i quattro bracci a croce greca. 

I bracci destri e sinistri terminano con due cappelle. Ognuno dei quattro bracci presenta una porta con i contorni in marmo di Zandobbio che danno accesso alla sagrestia, ai confessionali e al battistero. 

La cappella del santo Crocifisso è posta a destra con un altare in marmo in stile neoclassico, mentre a sinistra si trova l'altare dedicato al sacro Cuore. Da questa parte vi è l'accesso alla cappella di Loreto divisa da una cancellata che separa i federi dal presbiterio dove è collocato un altare in marmo e lateralmente da due porte che portano al coro, sulla parete di fondo vi è la nicchia che contiene la statua della Madonna di Loreto.